# Агада, Джуд
Джуд Агада (англ. Jude Agada; род. 22 октября 1965) — нигерийский футболист, защитник. Участник летних Олимпийских игр 1988 года.

## Биография
Джуд Агада родился 22 октября 1965 года.
В 1988 году выступал в клубе чемпионата Нигерии — «Энугу Рейнджерс».
В сентябре 1988 года главный тренер олимпийской сборной Нигерии Манфред Хонер вызвал Джуда на летние Олимпийские игры в Сеуле. В команде он получил 19 номер. В своей группе нигерийцы заняли последнее четвёртое место, уступив Югославии, Австралии и Бразилии. Агада в турнире так и не сыграл.
В составе национальной сборной Нигерии выступал в 1989 году, проведя в составе сборной 1 игру и забив 1 гол.